# De kaars van de duisternis
De kaars van de duisternis (Engelse titel: Light a Last Candle) is een sciencefictionroman van het Britse schrijver Vincent King. King had al een aantal verhalen geschreven binnen dat genre, maar De kaars wordt gezien als zijn debuutroman. 

## Synopsis
De hoofdrolspeler in de roman is Sneeuwbewoner. Hij heeft die naam gekregen, omdat hij zich van huis uit ophoudt in de toendra tegen de sneeuwgrens aan. Het verhaal speelt zich af op de enige planeet met één maan in het heelal. De bewoner is een zogenaamde Vrij Mens, hetgeen wil zeggen dat hij niet onder invloed staat van de Indringers. Deze Indringers maken jacht op Vrij Mensen om ze alsnog aan te passen aan hun wensen. Mensen die door de Indringers aangepast zijn worden Mods (van modificatie/aangepast) genoemd. De Sneeuwbewoner moet tijdens die jacht op hem vluchten en belandt zo in het domein van Keikop. Keikop is een Vrij Mens, die zich in groepsverband vanuit grotten gewapend verzet tegen de Indringers. Gezamenlijk draaien zij de jacht om en weten de Indringers te verslaan. Die Indringers blijken slechts uit één entiteit te bestaan. Niet veel later trekken ze naar de Metalen Vlakte, waar niets groeit. Zij komen erachter dat die metalen vlakte eigenlijk een ruimteschip is, dat is neergestort. De groep begint zich vervolgens af te vragen, wie er nu eerder waren de Mens of de Indringers. Zij dalen af in de spelonken van het ruimteschip en belanden zelfs onder het ruimteschip. Aldaar treffen zij de Oerbewoners aan, die in afwachting zijn van betere tijden. De Oerbewoners hebben zich aan de complete duisternis aangepast. Aldaar komen de Vrije Mensen en de groep van Keikop erachter, dat de Oerbewoners inderdaad de Oerbewoners zijn. De mensheid deed de planeet aan op de terugweg van de ontdekking van een andere planeet. Oerbewoners en Mensheid werden vervolgens onderworpen door de Indringers, die aan de macht kwamen omdat ze de Oerbewoners tegen de Mensen uitspeelden.